# China Lunch Hour
|  | Denne artikel er oprettet af botten PalnaBot ud fra en ekstern database. Den kan derfor have sproglige fejl eller mangler. Denne skabelon kan fjernes efter kontrol af indholdet. |

China Lunch Hour er en film instrueret af Anne Sofie Schrøder, Nynne Blak.

## Handling
Filmen tager os med til Maos Kina, - eller er det nu også Maos Kina? Kan vi stadig finde Maos Kina i den moderne udvikling med verdens største økonomiske vækstrater? Vi kommer lige til spisetid, så lad os smugkigge på spisende kinesere. Er de moderne tider slået igennem på maden? Er burgeren på banen eller hvad? Vi er med mange kinesere ude at spise. Måltidet og omgivelserne viser os både tradition og fornyelse. Hvor blev Mao af?